# آيت تامليل
آيت تمليل هي قرية مغربية شمال المغرب. وهي بمثابة جماعة ترابية تنتمي لإقليم أزيلال . تضم هذه القرية 18.720 نسمة (إحصاء 2004).

## دواوير الجماعة
توجد عدة مداشر تضمها جماعة أيت تمليل تجمعها منطقة آيت امكون ومنطقة آيت امديوال إضافة إلى آيت امديس التي انفصل جزء منها حديثا. وكل منطقة من هاته المناطق تجمع عدة دواوير(2018 )